# Мазовше (Куявсько-Поморське воєводство)
Мазовше (пол. Mazowsze) — село в Польщі, у гміні Черніково Торунського повіту Куявсько-Поморського воєводства.
Населення — 358 осіб (2011).
У 1975-1998 роках село належало до Влоцлавського воєводства.

## Демографія
Демографічна структура станом на 31 березня 2011 року:
|          | Загалом | Допрацездатний вік | Працездатний вік | Постпрацездатний вік |
| -------- | ------- | ------------------ | ---------------- | -------------------- |
| Чоловіки | 167     | 41                 | 113              | 13                   |
| Жінки    | 191     | 36                 | 118              | 37                   |
| Разом    | 358     | 77                 | 231              | 50                   |